# Greg Jones (sciatore)
Gregory Francis Jones detto Greg  (Truckee, 3 dicembre 1953) è un ex sciatore alpino statunitense.

## Biografia
Sciatore polivalente originario di Tahoe City, Jones fece parte della nazionale statunitense dal 1974 al 1977 e prese parte ai Mondiali di Sankt Moritz 1974, senza ottenere risultati di rilievo; in Coppa del Mondo conquistò il primo podio, nonché primo piazzamento, il 18 dicembre 1974 a Madonna di Campiglio in slalom gigante (2º). Ai XII Giochi olimpici invernali di Innsbruck 1976, sua unica presenza olimpica, fu 11º nella discesa libera, 9º nello slalom gigante e 19º nello slalom speciale; vinse inoltre la medaglia di bronzo nella combinata, disputata in sede olimpica ma valida solo per i Mondiali 1976. Un mese dopo, il 5 marzo a Copper Mountain, vinse in slalom gigante la sua unica gara in Coppa del Mondo, davanti a Phil Mahre e Engelhard Pargätzi, suo ultimo podio nel circuito nel quale ottenne l'ultimo piazzamento di rilievo della sua carriera il 16 gennaio 1977, arrivando 9º nella combinata disputata a Kitzbühel.

## Palmarès

### Mondiali
- 1 medaglia:
  - 1 bronzo (combinata a Innsbruck 1976)

### Coppa del Mondo
- Miglior piazzamento in classifica generale: 18º nel 1976
- 2 podi (entrambi in slalom gigante):
  - 1 vittoria
  - 1 secondo posto

#### Coppa del Mondo - vittorie
| Data         | Località        | Paese       | Specialità |
| ------------ | --------------- | ----------- | ---------- |
| 5 marzo 1976 | Copper Mountain | Stati Uniti | GS         |

Legenda:

GS = slalom gigante

### Campionati statunitensi
- 2 ori (discesa libera nel 1972[senza fonte]; discesa libera[1] nel 1976)